# Кенгуровые крысы (сумчатые)
Кенгуро́вые кры́сы, потору (лат. Potoroidae) — семейство сумчатых млекопитающих. К нему относятся небольшие, бурого окраса зверьки, похожие на крупных грызунов или на миниатюрных валлаби.

## Распространение и среда обитания
В конце XVIII века кенгуровые крысы были распространены почти по всей Австралии, кроме крайнего севера и северо-востока. Теперь их численность резко сократилась, поскольку их активно истребляли завезённые лисицы и собаки. Четыре вида кенгуровых крыс — Bettongia anhydra, Bettongia pusilla, Caloprymnus campestris и Potorous platyops — вымерли. Другие виды малочисленны. Водятся кенгуровые крысы в Австралии и Тасмании.

## Описание
Длина тела 25—55 см, хвоста — 15—40 см, весят потору 1—3 кг. Потору в целом похожи на мускусную кенгуровую крысу, но хвосты у них полностью опушены и лапы напоминают конечности кенгуру — с крупными задними ногами и удлинёнными задними лапами. Как и у кенгуру, IV палец на задних лапах — самый развитый. Передние конечности меньше задних. Передвигаются потору скачками или на всех четырех лапах. В отличие от кенгуру у них развитые клыки; зубов 32—34. Выводковая сумка у самок хорошо развита и открывается вперёд; развитие эмбриона, как и у кенгуровых, включает диапаузу. Размножаются потору несколько раз в год; в помёте 1 детёныш, которого самка носит в сумке около 4 месяцев.
Эти быстрые и нервные зверьки населяют сухой буш, кустарниковые заросли и леса. Живут в норах, расщелинах, строя травяные гнёзда; ведут ночной образ жизни. Вид Bettongia lesueur хорошо уживается с кроликами, часто поселяясь в их норах. Потору растительноядны; некоторые виды предпочитают питаться грибами и клубнями. Изредка поедают насекомых.

## Систематика
- Семейство Potoroidae[1][2]
  - Большой крысиный кенгуру (Aepyprymnus rufescens), или рыжая кенгуровая крыса
  - Короткомордые кенгуру (Bettongia), или опоссумовые крысы
    - † Bettongia anhydra
    - Короткомордый кенгуру (Bettongia gaimardi), или тасманийский крысиный кенгуру[3]
    - Крысиный кенгуру Лезюра (Bettongia lesueur)[3]
    - Кистехвостый кенгуру (Bettongia penicillata)[3]
    - † Bettongia pusilla
    - Bettongia tropica

  - † Гологрудый кенгуру (Caloprymnus campestris), или степная кенгуровая крыса
  - Потору (Potorous)
    - Potorous gilbertii
    - Длинноногий потору (Potorous longipes)[3]
    - † Широкоголовый кенгуру (Potorous platyops)
    - Трёхпалый потору (Potorous tridactylus)[3], или настоящая кенгуровая крыса